# Bembidion disjunctum
Bembidion disjunctum es una especie de escarabajo del género Bembidion, familia Carabidae. Fue descrita científicamente por Lindroth en 1963.
Habita en Canadá y los Estados Unidos.